# Patrick Lencioni
Patrick Lencioni (1965) is een Amerikaanse schrijver, gespecialiseerd in management- en leiderschap. Hij is onder andere de bedenker van de theorie Piramide van Lencioni, waarover hij in zijn boek The Five Dysfunctions of a Team (2002) publiceerde.
Lencioni werkte onder andere bij Bain en Oracle. In 1997 startte hij zijn eigen consultancybedrijf The Table Group, waarmee hij zich ging richten op het verbeteren van de gezondheid van organisaties. Hij publiceerde meerdere boeken.
Lencioni is getrouwd en heeft vier kinderen.
- Bibliothèque nationale de France: cb13503795m (data)
- Gemeinsame Normdatei: 134255232
- International Standard Name Identifier: 0000 0001 1050 4059
- Library of Congress Control Number: n98029986
- Nationale Bibliotheek van Tsjechië: mzk2009517493
- Nationale Bibliotheek van Israël: 987007443706905171
- Nederlandse Thesaurus van Auteursnamen: 182972186
- Système universitaire de documentation: 057660107
- Trove: 1304497
- Virtual International Authority File: 30751572
- WorldCat: E39PBJjMFPmyYDhmdYXcVkDwmd